# Fort Crèvecœur
Pour les articles homonymes, voir Crèvecœur.
Le Fort Crèvecœur est fondé en 1680 par les compagnons de René-Robert Cavelier de La Salle et de Henri de Tonti, en Haute-Louisiane, sur la rive sud de la rivière Illinois (entre l’actuel Pekin et Kingston Mines). Ce fort doit servir de base pour explorer la région du Pays des Illinois et le bassin du Mississippi. Le 5 janvier 1680, la messe y est célébrée par les Récollets, Gabriel Ribourde, Zénobe Membré et Louis Hennepin, à la suite de quoi la construction va bon train. En accord avec La Salle, le père Louis Hennepin quitte le fort le 29 février 1680 pour explorer la rivière Illinois, alors baptisée Seigneulay, du nom du ministre des colonies.

## Destruction du Fort Crèvecœur
Le 15 avril 1680, à la demande de René-Robert Cavelier de La Salle, Henri de Tonti quitte le fort Crèvecœur avec le Père Ribourde et d'autres hommes, afin d'aller fortifier la colonie de peuplement de Kaskaskia. Le lendemain, des hommes restés à Crèvecœur se mutinent, pillent le fort de ses ressources et munitions, puis le détruisent et mettent le feu à un navire en chantier destiné à l'expédition sur le Mississippi. Puis, ils fuient vers le Canada. Informé par des compagnons qui ont assisté à ce méfait, Henri de Tonti envoie des messagers à René-Robert Cavelier de La Salle pour l'informer des événements et retourne à Fort Crèvecœur pour récupérer tout outil et objet utilisables et les emporter au village de Kaskaskia.
Le 10 septembre 1680, presque six cents (600) guerriers Iroquois armés de fusils, s'approchent du village de Kaskaskia. Henri de Tonti les rencontre mais il est accusé de trahison par les Iroquois et les Illinois. Tonti cherche à négocier et à se donner du temps pour permettre l'évacuation des femmes, enfants, et vieillards du village de Kaskaskia, mais il est blessé par un Iroquois, qui le poignarde. Le village de Kaskaskia est brûlé et les Iroquois construisent un fort sur le site du rocher affamé (Starve Rock). Tonti et ses alliés quittent ensuite la région pour La Baye. 

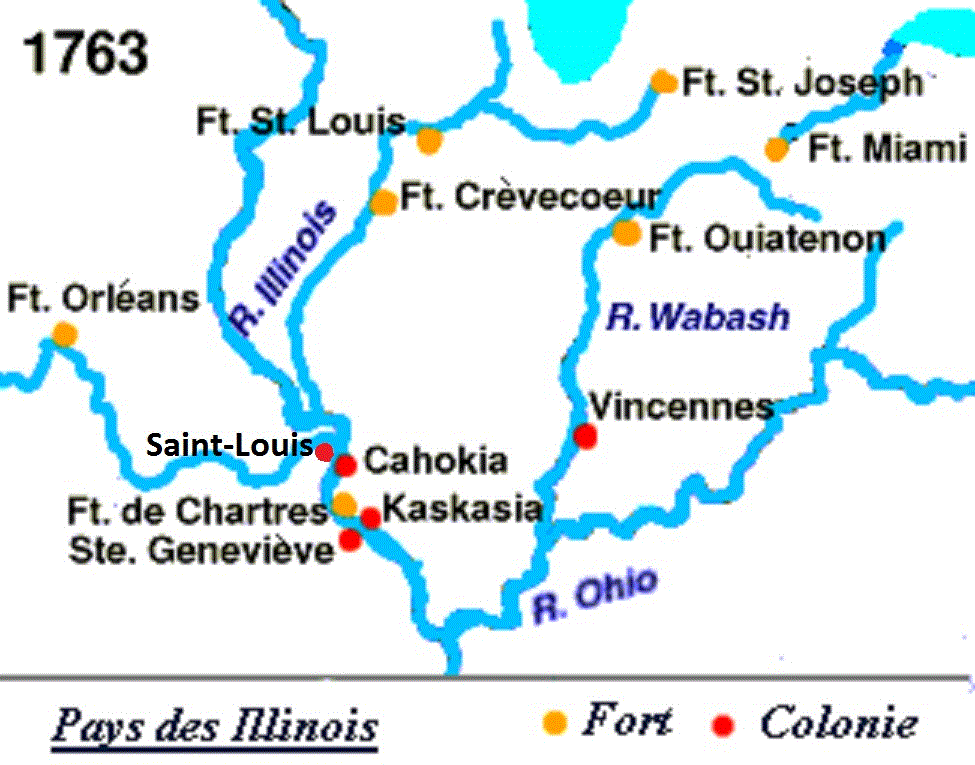
Localisation du Fort Crèvecœur

## Sources
- Céline Dupré, « Cavelier de La salle, René-Robert », Dictionnaire biographique du Canada, vol. 1, Université Laval/University of Toronto,‎ 2003 (lire en ligne)
- E. B. Osler, « Tonty, Henri », Dictionnaire biographique du Canada, vol. 2, Université Laval/University of Toronto,‎ 2003 (lire en ligne)
- Jean-Roch Rioux, « Hennepin, Louis », dans Dictionnaire biographique du Canada, vol. 2, Université Laval/University of Toronto, 2003 (lire en ligne)